# Kurfürstentum Bayern
Kurfürstentum Bayern bezeichnet das Herzogtum Bayern seit der Erlangung der Kurwürde für die Herzöge von Bayern im Jahr 1623 bis zum Erlöschen der bayerischen Kurwürde 1806. Ab 1777 bestand dann das Kurfürstentum Pfalz-Baiern, wobei nach den Bestimmungen des Westfälischen Friedens die (achte) pfälzische Kur erlosch, während die bayerische bestehen blieb.
Wenige Monate nach Ausrufung des Königreichs Bayern 1806 endete mit dem Beitritt Bayerns zum Rheinbund jede Bezugnahme auf Zugehörigkeit und Funktionen im Reich, also auch auf die Kurwürde.

## Geschichte

### Vorgeschichte
Ursprünglich sollte die Kurwürde nach dem Hausvertrag von Pavia von der pfälzischen und der bayerischen Linie der Wittelsbacher abwechselnd gehalten werden. Mit der Goldenen Bulle von 1356 wurden nur die pfälzischen Wittelsbacher mit der Kurwürde bedacht, während die bayerische Linie leer ausging. Seither versuchten bayerische Herzöge mehrfach vergeblich, ebenfalls Kurfürst zu werden. Nach dem Ende des Landshuter Erbfolgekriegs wurde am 30. Juli 1505 durch den Kölner Schiedsspruch das Herzogtum Bayern unter Gebietsverlusten wiedervereinigt, während die Pfalz weiterhin in verschiedene Linien gespalten war, darunter die Heidelberger Kurlinie. Herzog Wilhelm IV. von Bayern nahm auf Seiten Karls V. 1546–1547 am Schmalkaldischen Krieg teil, auch ihm gelang es jedoch nicht, die pfälzische Kurwürde an sich zu bringen. 1583 schaltete sich Wilhelm V. in den Kurkölnischen Krieg ein, nachdem der Kölner Erzbischof Gebhard Truchsess von Waldburg zum Protestantismus übergetreten war. Die Eroberung des Erzbistums durch seinen Bruder Ernst unterstützte er finanziell und mit eigenen Truppen. Als Ergebnis stellten die bayerischen Wittelsbacher bis 1761 ununterbrochen den Kölner Kurfürsten und Erzbischof.

### Erlangung der Kurwürde im Dreißigjährigen Krieg und Friedenspolitik
Seit 1597 regierte Herzog Maximilian I., der bald ein schlagkräftiges Heer aufbaute. Durch verschiedene Reformen sanierte er das Land finanziell und machte es wirtschaftlich leistungsfähig. Durch die Ausschaltung der ständischen Mitwirkungsrechte wurde er der eigentliche Begründer der absolutistischen Herrschaft in Bayern. Er schuf eine wirksame Landesverwaltung, eine neue Gesetzessammlung (Codex Maximilianeus) und war in merkantilistischen Maßnahmen seiner Zeit bereits voraus.
1620 besiegten die Truppen der Katholischen Liga unter Führung des bayerischen Feldherrn Tilly in der Schlacht am Weißen Berg bei Prag die böhmisch-pfälzischen Protestanten. Als Dank erhielt Herzog Maximilian I. von Bayern 1623 die persönliche Kurfürstenwürde und 1628 die erbliche Kurwürde sowie die ihm zunächst verpfändeten kurpfälzischen Teile der Oberpfalz als Kriegsentschädigung. Auch im weiteren Verlauf des Krieges spielte Bayern eine bedeutende Rolle und der Kurfürst versuchte mit wechselndem Erfolg eine eigenständige Politik teilweise auch gegen den Kaiser im Bündnis mit Frankreich zu betreiben. Nach langer Zeit ab 1634 wurde Bayern 1646 wieder zum Kriegsschauplatz, ehe es zum Frieden kam. Im Westfälischen Frieden von 1648 wurden die Kurfürstenwürde und die Gebietsgewinne Bayerns bestätigt. Nach dem Krieg begann Maximilian mit dem Wiederaufbau seines Landes. Um die finanziellen Mittel dazu zu haben, wurde die Armee so bald wie möglich entlassen. Während seiner über 50-jährigen Herrschaft hatte der Kurfürst nicht nur eine effektive Verwaltung aufgebaut und das Rechtswesen weiter entwickelt, sondern auch die Künste gefördert. Trotz des Krieges gelang es ihm, den zuvor gänzlich überschuldeten Staatshaushalt zu sanieren.

Verleihung der Kurwürde an Herzog Maximilian I. von Bayern auf dem Regensburger Fürstentag 1623

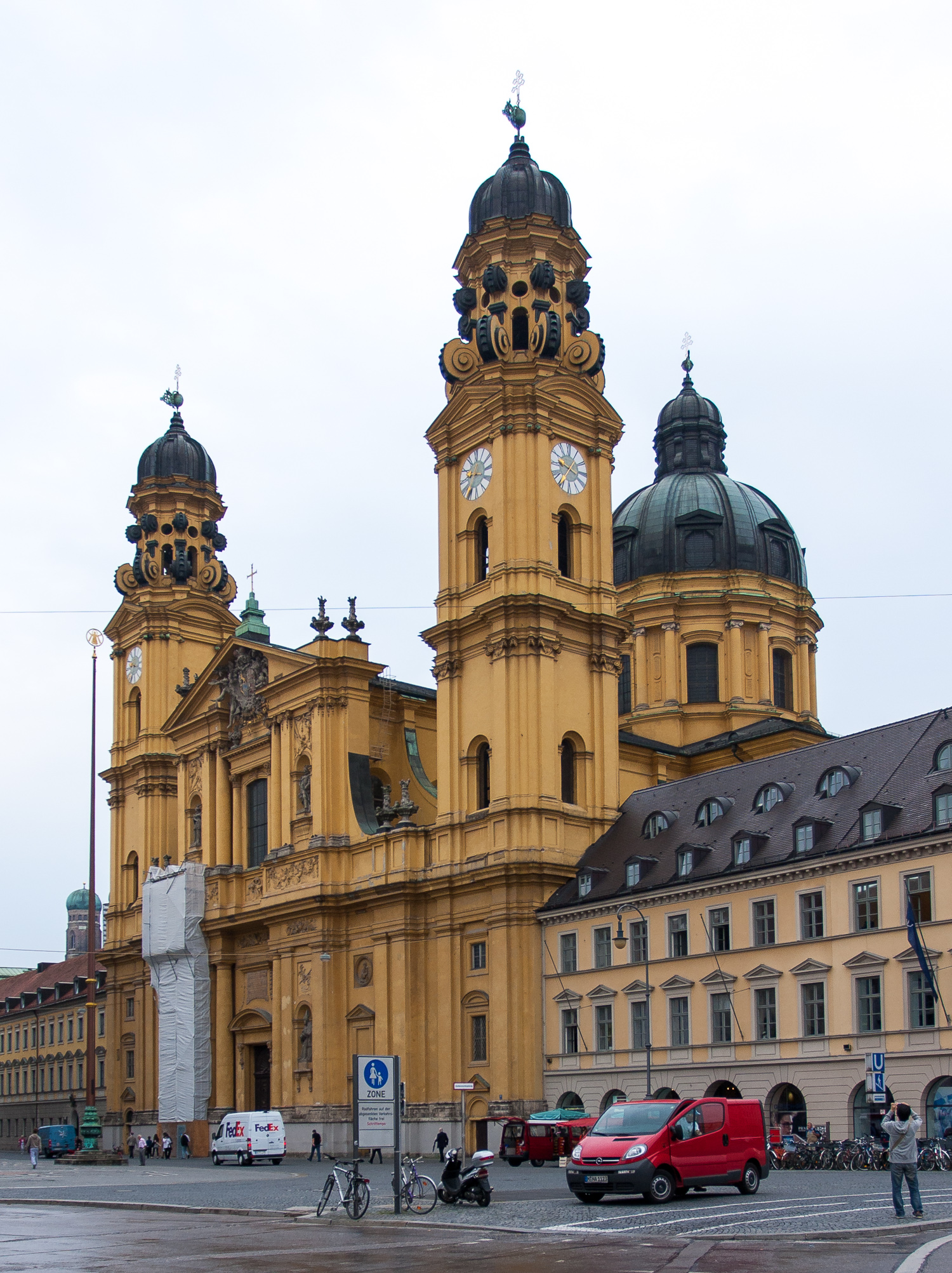
Theatinerkirche (München), Grablege aller Kurfürsten seit Ferdinand Maria

Unter Maximilians Nachfolger Kurfürst Ferdinand Maria wurde das Bündnis mit Wien abgelöst durch eine Neutralitätspolitik zwischen den Habsburgern und Frankreich. Dem Rheinischen Bund blieb Bayern daher fern. Als König Ferdinand IV. 1654 starb, trug der französische Kardinal Jules Mazarin dem bayrischen Kurfürsten 1655 die Kandidatur für die Nachfolge an. Nach langem Zögern lehnte Ferdinand Maria diese am 24. August 1657 endgültig ab. Stattdessen verpflichtete er sich im Vertrag von Waldmünchen am 12. Januar 1658, die Wahl des Habsburgers Leopold zum Kaiser zu unterstützen (siehe Vikariatsmünzen 1657). Im Gegenzug entschieden die Habsburger den langwierigen Streit zwischen Ferdinand Maria und seinem Vetter Karl Ludwig von der Pfalz um das wichtige Amt des Reichsvikars zugunsten Ferdinand Marias. Nach dem Tod Kaiser Ferdinands III. 1657, im ersten Interregnum nach dem Westfälischen Frieden, hatte der Streit zwischen den Wittelsbachern in Bayern und der Pfalz um das Vikariat geradezu dramatische Formen angenommen, die vor allem in massiven Behinderungen des Reichskammergerichts in Speyer ihren Ausdruck fanden und dort zu regelrechten Ausschreitungen führten. Auch wäre es deshalb fast zu einem Waffengang zwischen Bayern und der Pfalz gekommen.
Im Inneren lag der Schwerpunkt auf der Regeneration des Landes. Im 17. Jahrhundert begann durch die Auswirkungen des Dreißigjährigen Krieges und mit der wachsenden Macht des Landesfürstentums (gemäß den Vorstellungen des Absolutismus) auch in Bayern der Niedergang der Landstände. 1669 wurde letztmals der ständische Landtag einberufen. Gleichzeitig begann der Einzug des italienischen Barocks in Bayern, der bald alle Bereiche der Kultur erfasste. Bayern verfolgte eine sehr sparsame Wirtschafts- und Finanzpolitik, es kam zu Förderungsmaßnahmen zugunsten des Bauernstandes, für den man auch in Schleißheim die erste bayerische Landwirtschaftsschule errichtete, und es erfolgten weitere Reformen der Behörden und des Heeres. Beim Tode Ferdinand Marias waren die Staatskassen gut gefüllt, er hatte den von seinem Vater geerbten Staatsschatz noch vergrößert.

### Großmachtspolitik und Kaisertum der Wittelsbacher

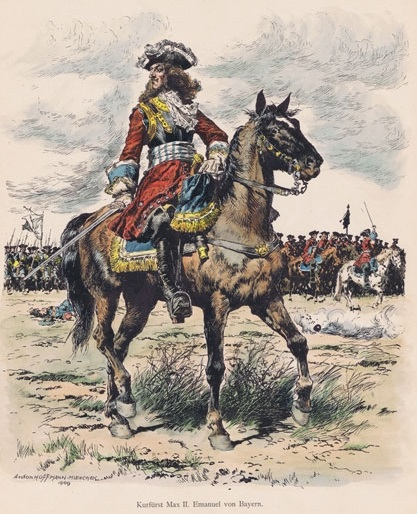
Kurfürst Max Emanuel als Feldherr während des Spanischen Erbfolgekrieges (Darstellung von 1910)

Während Ferdinand Maria auf Grund seiner zurückhaltenden Politik gegenüber den Habsburgern noch 1657 auf die Kaiserkrone verzichtet hatte und noch im Holländischen Krieg ab 1672 neutral geblieben war, strebte sein Sohn Maximilian II. Emanuel, zunächst als Verbündeter des Wiener Hofs, später durch ein Bündnis mit Ludwig XIV., nach Rangerhöhung.

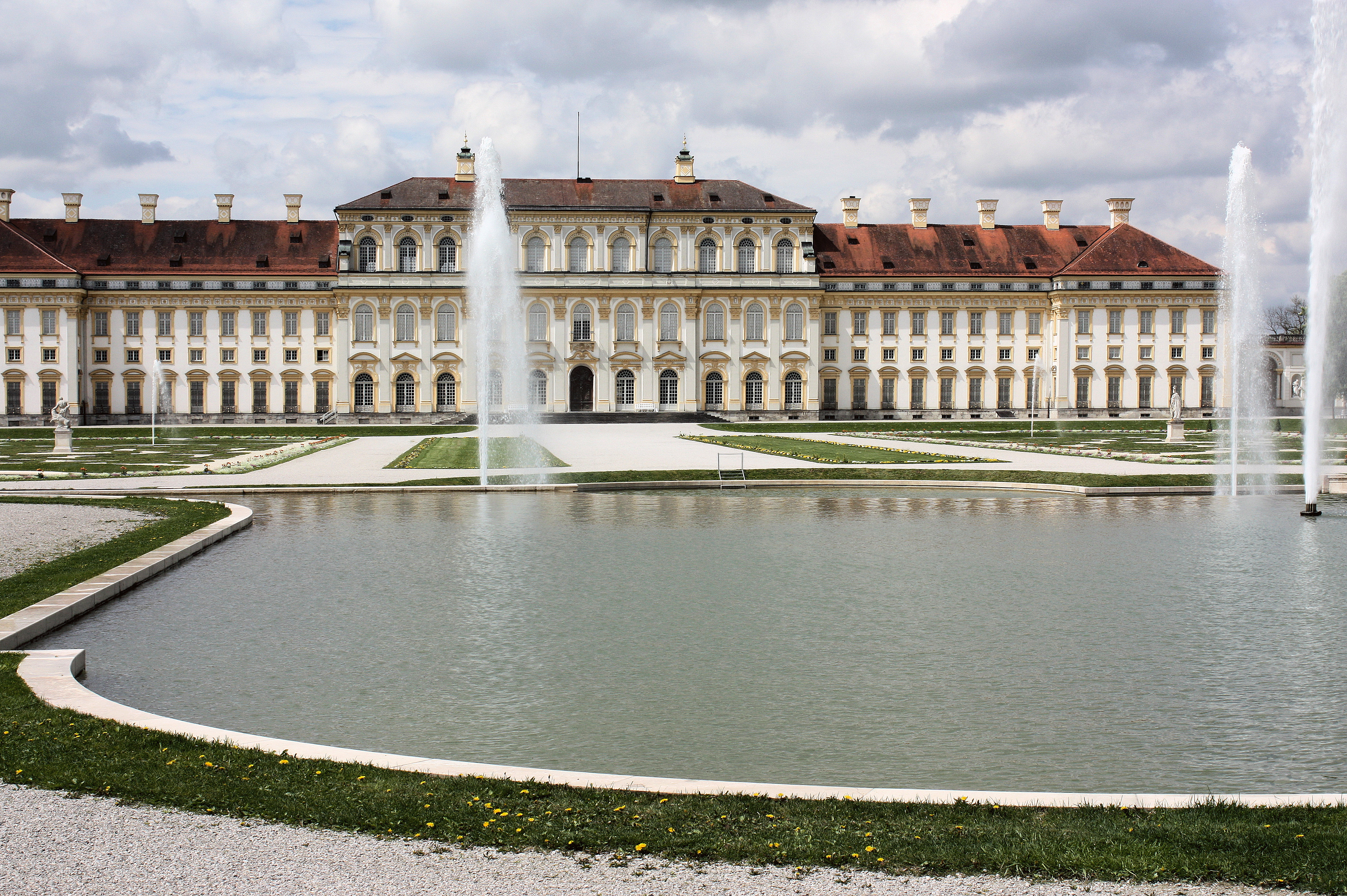
Neues Schloss Schleißheim

Seit dem Herbst 1687 drängte der Kurfürst nach vorangegangenen Kämpfen und der Entsetzung Wiens 1683 auf die Übertragung der Stelle des Oberbefehlshabers im Türkenkrieg und drohte dabei auch mit der Aufkündigung des Bündnisses. Im Juli 1688 gab Kaiser Leopold nach und dem Kurfürsten von Bayern wurde der Oberbefehl in Ungarn übertragen. Max Emanuel gelang dabei die Befreiung Belgrads. Ab 1690 deckte er dann die Rheingrenze gegen Frankreich. Auch nach seiner Zeit als Feldherr in den Türkenkriegen des Kaisers befand sich Max Emanuel ab 1691 als Generalstatthalter der Spanischen Niederlande häufig außer Landes. Die Spanischen Niederlande waren etwa 
so groß wie Bayern, hatten 
aber doppelt so viele Einwohner. In Brüssel hielt Max Emanuel prächtig Hof, um seinen potentiellen Erbanspruch auf Spanien zu demonstrieren. Aufgrund fehlender männlicher Nachkommen neigte sich die Herrschaft der Habsburger über die Länder der spanischen Krone Ende des 17. Jahrhunderts ihrem Ende zu und die spanische Thronfolge wurde zum Gegenstand allgemeiner Aufmerksamkeit der europäischen Diplomatie. Tatsächlich setzte Karl II. den Sohn Max Emanuels aus erster Ehe, Kurprinz Joseph Ferdinand, zum Universalerben des spanischen Weltreichs ein. Dessen früher Tod 1699, dessen Ursache nie geklärt werden konnte, bedeutete eine Katastrophe für die ehrgeizigen Aufstiegspläne Max Emanuels.
Das Bündnis mit dem König von Frankreich gegen den Kaiser auf Grund der Bayerischen Diversion brachte dem bayerischen Kurfürsten die Reichsacht, deren Exekution führte 1704 zur österreichischen Besetzung Bayerns im Spanischen Erbfolgekrieg und zum vorübergehenden Verlust der bayerischen Kurwürde und der Oberpfalz an den Pfälzer Wittelsbacher Johann Wilhelm. Die Kaiserliche Administration in Bayern übte für zehn Jahre die Regierungsgewalt in Ober- und Niederbayern aus. Erst nachdem sich Frankreich mit den siegreichen Seemächten England und Holland verständigt hatte, konnte es auch die Wiederherstellung Bayerns im Interesse des Gleichgewichts im Reich durchsetzen. 1715 konnte Max Emanuel als Kurfürst nach Bayern zurückkehren. Mit der Wittelsbacher Hausunion von 1724 konnte der innerfamiliäre Streit insbesondere mit der in der Kurpfalz regierenden Linie von Kurfürst Karl III. Philipp beigelegt werden. Das Augenmerk des bayerischen Kurfürsten war weiter ganz auf Rangerhöhung und die dafür notwendigen Bündnisse ausgerichtet. Kulturell markiert die Herrschaft Max Emanuels, der Bauherr vieler Schlösser und ein bedeutender Kunstsammler war, den Übergang vom italienischen Hochbarock zum französischen geprägten Régencestil, aus dem sich dann zunehmend durch einheimische Künstler das bayerische Rokoko entwickelte. Das ganze 18. Jahrhundert hindurch hatte Bayern mit der von Max Emanuel verursachten enormen Schuldenlast zu kämpfen, die immer wieder an den Rand des Staatsbankrotts führte und seinen Spielraum einschränkte. Der Nachfolger übernahm eine Schuldenlast von 26 Mio. Gulden, die er dann noch vergrößerte.

Kurfürstentum Bayern (Oberpfalz orange, Niederbayern rot, Oberbayern grün) innerhalb des bayerischen Reichskreises zur Zeit Karls VII.

Max Emanuels Sohn und Nachfolger Karl Albrecht setzte die Politik Max Emanuels fort, und vernachlässigte dafür Reformen in der Innen- und Wirtschaftspolitik. Karl Albrecht betrieb eine Politik der freundschaftlichen Anlehnung an Habsburg, setzte aber auch die Politik seines Vaters zur Erlangung des Erbes der Habsburger und der Krone des Reiches zielstrebig fort. Dazu diente 1727 die Erneuerung des Bündnisses mit Frankreich. In der österreichischen Erbfolgefrage rückte er von der Anerkennung der pragmatischen Sanktion durch seinen Vater ab. Er legte 1732/33 zusammen mit der ebenfalls wittelsbachischen Kurpfalz und Kursachsen Protest gegen die Anerkennung der pragmatischen Sanktion durch das Reich ein. Es gelang dem Kurfürsten nicht, die hohen Schulden seines Vorgängers abzutragen. Gleichzeitig ließ der Kurfürst ohne Rücksicht auf die Finanzlage seine Armee aufrüsten. Die unentschiedene Politik zwischen Wien und Versailles führte dazu, dass Karl Albrecht während des polnischen Erbfolgekrieges von 1738/39 einen frankreichfreundlichen Neutralitätskurs fuhr, was ihn nicht daran hinderte, dem Kaiser gleichzeitig bayerische Truppen für den Türkenkrieg zu stellen, die dann prompt hohe Verluste erlitten. Da der französische Regent André-Hercule de Fleury Subsidien für Bayern aber auch Kurköln reduziert hatte, konnte der bayerische Kurfürst sein künstlich aufgeblähtes Heer von mittlerweile über 40.000 Mann nicht aufrechterhalten. So kam man in München auf die Idee, dem Kaiser ein Truppenkontingent für den ungarischen Kriegsschauplatz zu überlassen, um wenigstens einen Teil des Heeres auf Kosten Wiens unterzubringen. Im für die Habsburgermonarchie katastrophal verlaufenden Türkenkrieg der Jahre 1736–1739 wurden die bayerischen Regimenter dann fast vollständig aufgerieben. Beim überraschenden Tod Kaiser Karls VI. im Oktober 1740 war Karl Albrecht daher weder militärisch noch finanziell darauf vorbereitet, die sich bietende Gelegenheit für sein Haus zu nutzen. Im Gegensatz zum preußischen König, der gestützt auf einen Staatsschatz sowie eine große und schlagkräftige Armee eigenständig handeln und sofort zuschlagen konnte, musste der bayerische Kurfürst warten, bis sein französischer Protektor endlich bereit war in einen Krieg um das österreichische Erbe einzutreten.

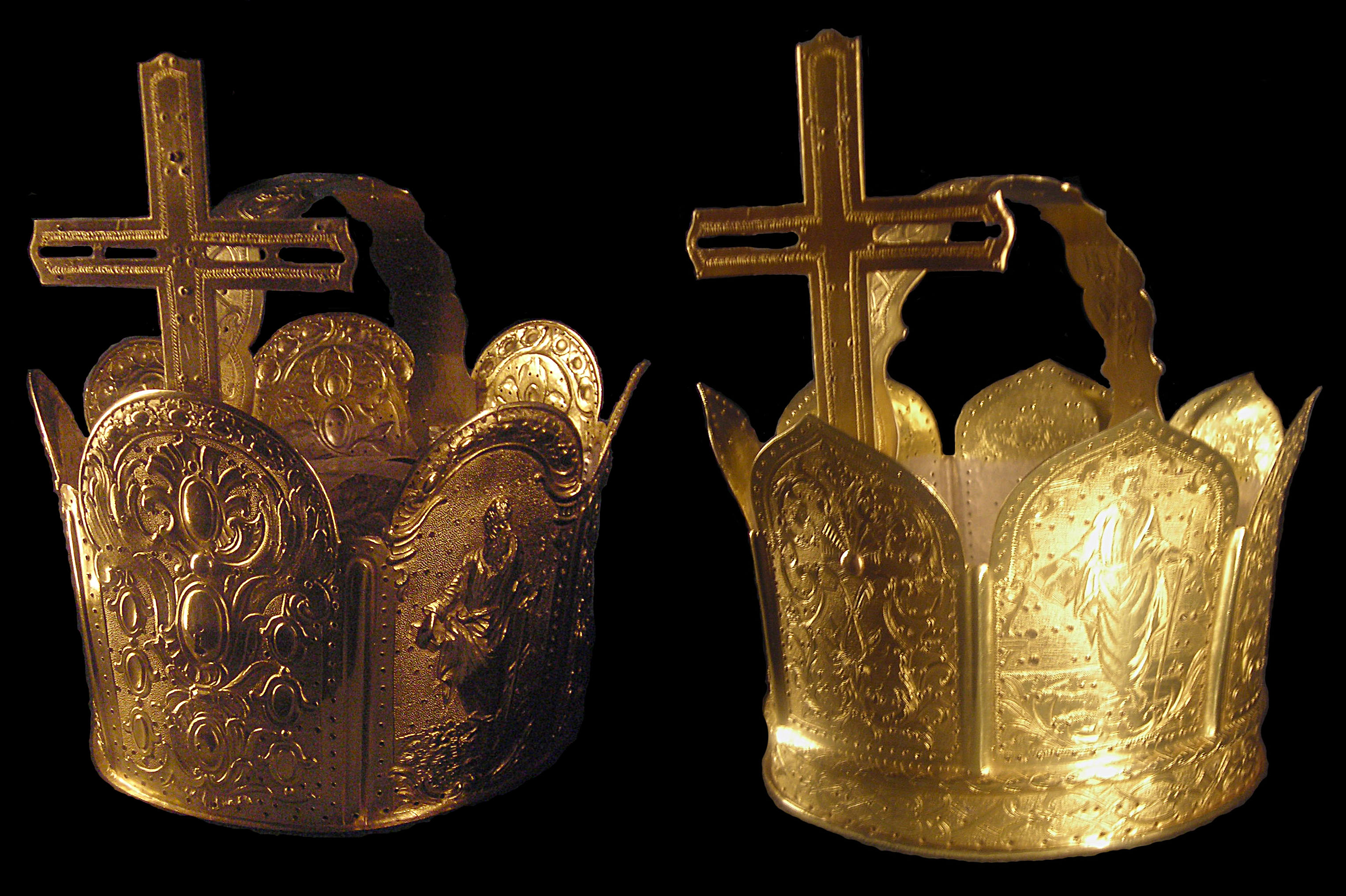
Kaiserkronen Karls VII.

Karl Albrecht erlangte zwar 1741 die böhmische Königskrone und 1742 die Kaiserkrone, aber mangels Hausmacht um den Preis einer erneuten habsburgischen Besetzung Bayerns im Zuge des Österreichischen Erbfolgekriegs. Lange Zeit lebte der neue Kaiser Karl VII. seiner Gestaltungskraft beraubt im Frankfurter Exil im Barckhausenschen Palais.
Von Großbritannien und Preußen ausgehende Vorschläge, durch Säkularisation auf Reichsboden dem Kaiser durch eine vergrößerte Hausmacht eine unabhängigere Position zu verschaffen, blieben unrealisierbar.
Von Maria Theresia freigelassen, trat der in Ungnade gefallene ehemalige kaiserliche Feldmarschallleutnant Friedrich Heinrich von Seckendorff in bayrische Dienste und wurde Oberbefehlshaber des bayerischen Heeres, worauf sich die militärische Lage zeitweise besserte. Mit dem Tode Karls VII. Anfang 1745 in München endete jedoch das kurze frühneuzeitliche Kaisertum des Hauses Wittelsbach und damit auch der Versuch, Kurbayern aus dem Rang einer Mittelmacht herauszuheben.

### Rückzug auf innere Reformen und Neutralität

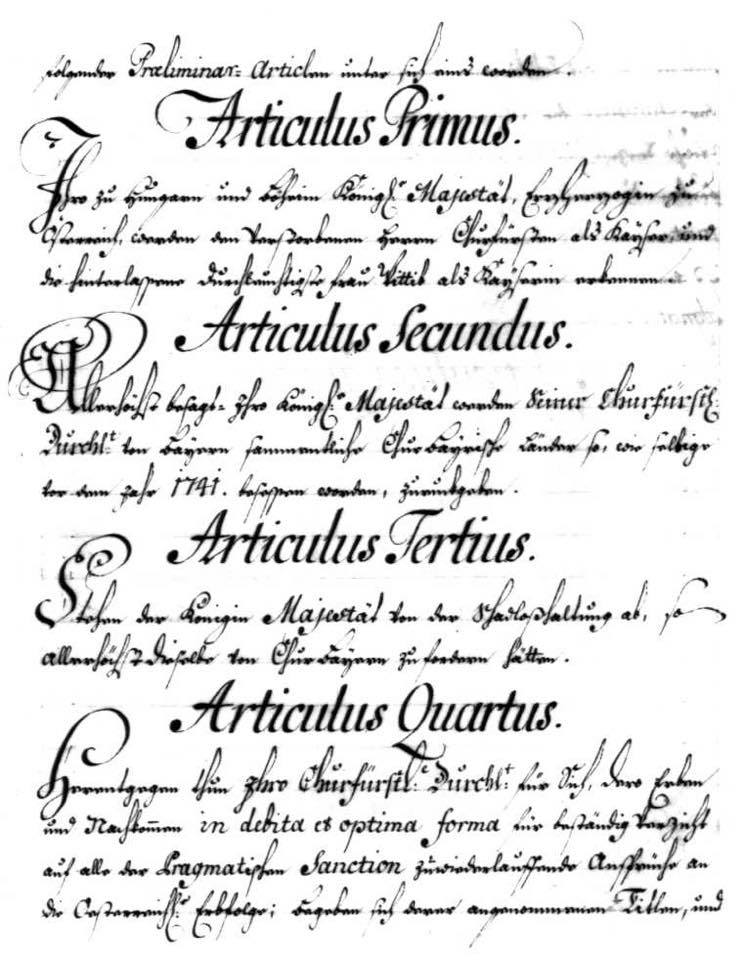
Frieden von Füssen, Artikel 01 bis 04

Wenige Monate nach dem Beginn seiner Regierung 1745 verzichtete Kurfürst Maximilian III. Joseph mit dem Frieden von Füssen auf die Großmachtambitionen seiner Vorgänger auf und widmete sich inneren Reformen. Als aufgeklärter Fürst blieb Max III. dennoch einem patrimonialen Staatsverständnis verhaftet, er betrachtete den Staat als seinen Privatbesitz. Eine dringend notwendige Reform der staatlichen Verwaltung unterblieb somit. Der Kurfürst bemühte sich jedoch um Verbesserungen im Staatsapparat. Von großer Bedeutung war die Rechtskodifizierung sowohl des Bürgerlichen Rechts als auch des Strafrechts unter Leitung des Ratskanzlers Wiguläus von Kreittmayr. Angesichts der schlechten finanziellen Lage des Landes lag das Hauptaugenmerk auf sparsamer Haushaltung und der Förderung der Wirtschaft. Von nachhaltiger Bedeutung war die Gründung der Akademie der Bildenden Künste München und die Gründung der Bayerischen Akademie der Wissenschaften. Er trug damit dazu bei, dass die Aufklärung in Bayern an Bedeutung gewann. Im Jahre 1748 hat der Kurfürst jedoch die Rechte der Städte und Märkte eingeschränkt. Er war auch bestrebt, die Reichsstädte Regensburg und Augsburg zumindest wirtschaftlich zu integrieren. Mit der Landschaftsverordnung als Vertretung der Stände lag der Kurfürst in einem Dauerkonflikt, zweimal versuchte er vergeblich, dieses Gremium aufzuheben. Ein Hauptgrund für das Scheitern war, dass Maximilian III. Joseph finanziell von den Ständen abhängig war. Zu Ende seiner Herrschaft entstand sogar ein repräsentativer Neubau für die Landstände, das Neue Landschaftsgebäude in München.

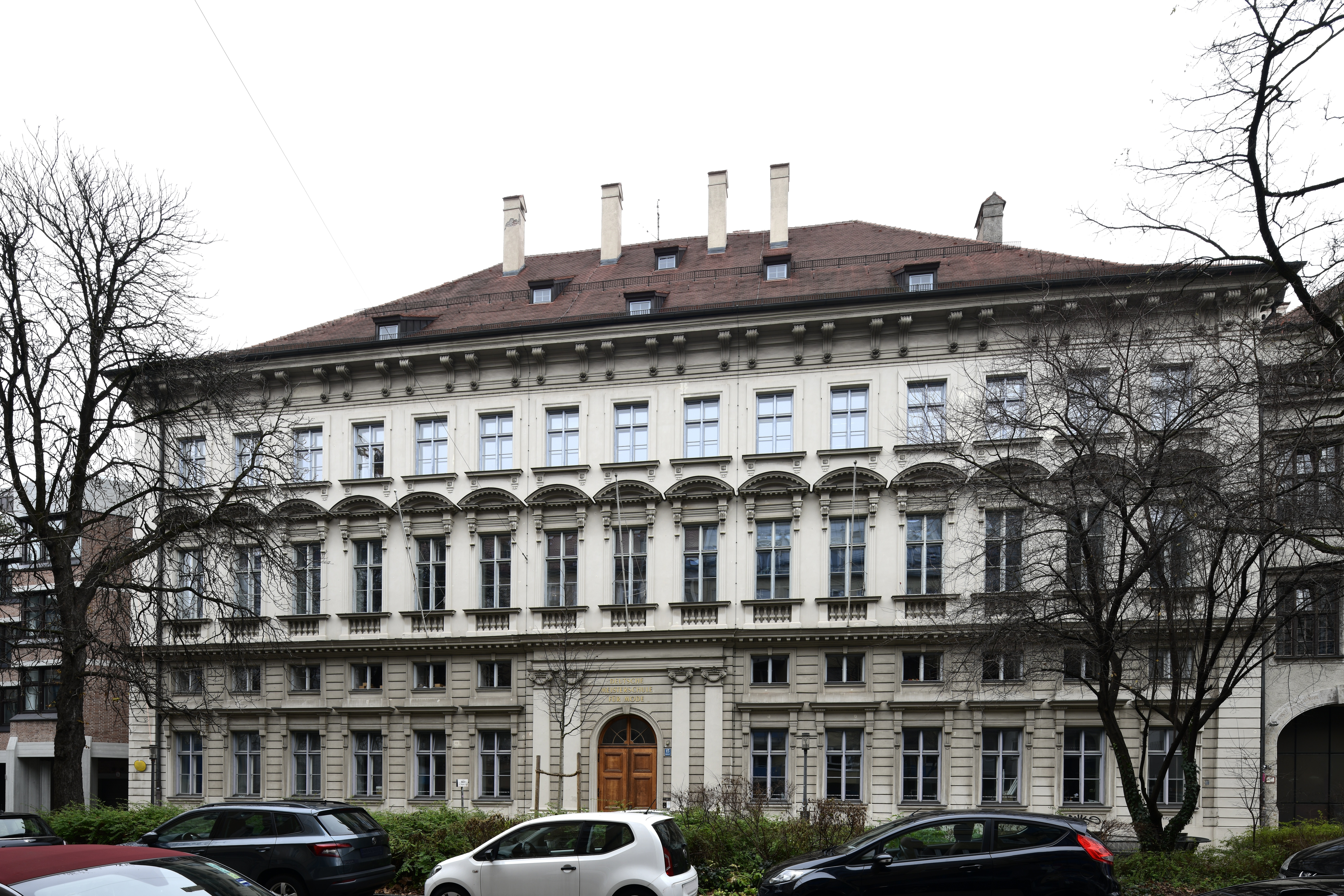
Neues Landschaftsgebäude in München

 1773 wurde schließlich der Jesuitenorden aufgehoben.
Während des Siebenjährigen Krieges stand Kurbayern bewusst abseits. Bereits im Vorfeld hatte der Kurfürst sich von Frankreich im auf sechs Jahre angelegten Vertrag von Compiègne (26. Juli 1756) Subsidienzahlungen von jährlich 360.000 fl. gesichert und darüber hinaus das Versprechen, Bayern vor den Arrondierungswünschen Österreichs zu schützen – obwohl Habsburger und Bourbonen seit dem 1. Mai Alliierte waren (Erster Vertrag von Versailles). Im Gegenzug garantierte Bayern, seine Außenpolitik mit Frankreich abzustimmen und nicht gegen Versailles Verbündete zu agieren. Nach Ausbruch des Krieges gesellte das Kurfürstentum der Reichsarmee pflichtgetreu ein 5000-Mann-Kontingent bei. Davon unabhängig führte es ein Jahr später, gemäß den beiden Münchener Militärkonventionen vom 29. März bzw. 31. Juli 1757, ein Auxiliarkorps von weiteren 4000 bzw. 2800 Mann unter französischem Kommando ins Feld. Mit zunehmender Erschöpfung aller Kriegsparteien berief Bayern 1759 die Reste jener knapp 7000 Auxiliartruppen 1759 in die Heimat zurück, zumal Maximilian III. Joseph es sich nicht dauerhaft mit dem Preußenherrscher Friedrich II. verderben wollte. Nachdem Großbritannien und Frankreich am 3. November 1762 den Präliminarfrieden von Fontainebleau geschlossen hatten (der am 10. Februar zum Frieden von Paris führte), zogen die französischen Truppen aus dem Reich ab. Kurz darauf, am 24. November, schloss die Kurpfalz mit Preußen einen Waffenstillstand. Württemberg unterzeichnete am 4. Dezember mit Preußen gar ein Neutralitätsabkommen – was einen klaren Rechtsbruch darstellte: Die gegen Preußen von einem Reichstag gemeinsam beschlossene Reichsexekution konnte nur mittels eines Reichstagsbeschlusses wieder aufgehoben werden. Trotzdem erklärte sich am 6. Januar 1763 auch Bayern neutral. Dem Beispiel folgten rasch weitere Reichsstände. Auch auf Anregung Max III. Joseph und Karl Theodors von der Pfalz beriet der Reichstag seit dem 17. Januar über eine Neutralitätserklärung des Reichs. Der Kaiserhof beugte sich der Macht des Faktischen und erklärte – zur eigenen Gesichtswahrung – am 20. Januar, dass es die 1757 aufgestellten Reichskontingente nicht mehr benötige. Am 11. Februar 1763 erklärte sich das Reich als neutral. Am 15. Februar 1763 beendete der zwischen Preußen und Österreich geschlossene Frieden von Hubertusburg den Siebenjährigen Krieg.

### Kurpfalz-Bayern und die Koalitionskriege
Zu Beginn des Jahres 1778 wurde nach dem Aussterben der bayerischen Linie der Wittelsbacher unter Kurfürst Karl Theodor Kurbayern mit der Kurpfalz vereint, zu der in Personalunion unter anderem auch die rheinischen Herzogtümer Jülich und Berg gehörten. Im Bayerischen Erbfolgekrieg und mit dem Fürstenbund verhinderte Preußen den Anschluss Bayerns an Österreich und konnte sich dafür im Gegenzug für das an Österreich gefallene bayerische Innviertel die Ansprüche auf die beiden hohenzollernschen Markgraftümer Ansbach und Bayreuth sichern.
Nach dem Zusammenschluss wurde das Gebiet als Pfalz-Baiern bezeichnet. Nachdem Bayern durch diese Erbschaft an Karl Theodor gefallen war, erlosch eine der Kurwürden (Causa palatina), während die andere weiter bestehen blieb. Welche Kur erlosch, war ein Streitpunkt der damaligen Reichspublizistik. Johann Jakob Moser verwies zutreffend darauf, dass im Kurfürsten-Kollegium ab 1778 nur noch „Pfalz“ aufgerufen wurde. Andererseits musste die gesamte restliche, noch nicht von Frankreich besetzte Kurpfalz 1803 an Baden abgetreten werden, der Herzog von Bayern blieb jedoch ganz selbstverständlich weiterhin Kurfürst. Nach dem Westfälischen Frieden war dann auch geregelt, dass im Falle des Zusammenfallens die für die Pfalz wieder neu geschaffene, damals achte Kurwürde erlosch.

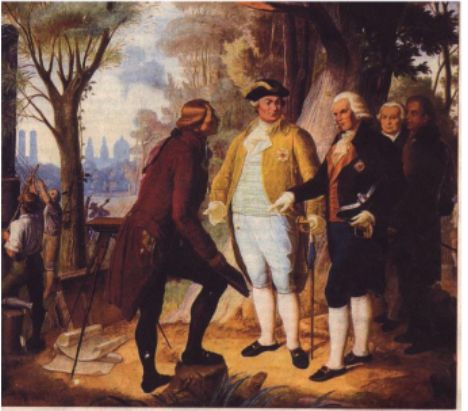
Graf Rumford (rechts), mit Friedrich Ludwig von Sckell und Kurfürst Karl Theodor im Englischen Garten in München

Wie sein Vorgänger bemühte sich auch Karl Theodor, gemeinsam mit den Landständen, um Abtragung der Schuldenlast, was die finanzielle Lage des Landes langsam weiter verbesserte. Eine völlige Sanierung des Haushalts scheiterte jedoch letztlich an der Verschwendungssucht Karl Theodors und an der Verwicklung in die französischen Revolutionskriege in späteren Jahren. 1784 verbot Karl Theodor alle Vereinigungen, die ohne ausdrückliche landesherrliche Erlaubnis gegründet worden waren. 1785 wurde dieses Verbot durch ein Edikt erneuert, in dem namentlich die Illuminaten und die Freimaurer als „landesverräterisch“ und „religionsfeindlich“ genannt wurden. Benjamin Thompson, Reichsgraf von Rumford, gebürtiger Amerikaner, reformierte das Heereswesen und stieß Sozialreformen an (Wärmedämmung, Rumfordsuppe, Rumfordherd, Gründung von Schulen für Soldatenkinder, Armenhäusern und Manufakturen). Nach dem Tode der Kaiser Joseph II. 1790 und Leopold II. 1792 fungierte Karl Theodor letztmals als Reichsvikar. In beiden Fällen ließ er erneut während seines Vikariats Vikariatsmünzen in Gold und Silber prägen und nutzte die Stellung auch für die Ausstellung von Adelsbriefen, beispielsweise für Graf Rumford.
Das Territorium Kurpfalz-Bayerns erfuhr ab 1793 während der Französischen Revolution und der nachfolgenden napoleonischen Ära umfassende Gebietsänderungen und -erweiterungen. Bis zum Winter 1793 konnte Karl Theodor seine Lande aus dem beginnenden Krieg heraushalten. 1794 wurde im Zuge des Ersten Koalitionskrieges, in dem Kurpfalzbayern auf der Seite der Koalition kämpfte, das Herzogtum Jülich von französischen Truppen besetzt, wenig später dann faktisch der linksrheinische Teil der Kurpfalz infolge der französischen Besetzung vom rechtsrheinischen Teil abgetrennt. Im Frieden von Lunéville 1801 musste der seit 1799 regierende Kurfürst Maximilian IV. Joseph auf seine linksrheinischen Besitzungen verzichten. Damit verlor er die linksrheinischen Teile der Kurpfalz und das Herzogtum Jülich. Als Ausgleich konnte Bayern jedoch sein Staatsgebiet durch die im Reichsdeputationshauptschluss 1803 verfügte Mediatisierung und Säkularisation erheblich erweitern. Allerdings verlor es 1803 den noch verbliebenen rechtsrheinischen Teil der Kurpfalz an Baden. Am Rhein verblieb dem Kurfürsten somit nur noch das Herzogtum Berg, welches Maximilian Joseph am 30. November 1803 seinem Schwager Herzog Wilhelm in Bayern als Apanage überließ, ohne aber die Souveränität aufzugeben.
Im Inneren begannen seit 1799 einschneidende Reformen unter dem Minister Maximilian von Montgelas. Am 25. Januar 1802 setzte Kurfürst Maximilian eine Klosterkommission ein und leitete so den Beginn der Säkularisation in Bayern ein. So wurden zahlreiche Klöster aufgehoben, die Gebäude abgerissen oder einer neuen Bestimmung zugeführt. Maximilian IV. Joseph und Montgelas schufen in der Folge ein Beamtenwesen und eine effiziente Staatsverwaltung für das bald wieder vergrößerte Bayern. Bereits mit dem Reichsdeputationshauptschluss kam es 1803 zu umfangreichen territorialen Veränderungen.

### Erwerb von Tirol und Erhebung zum Königreich
Im September 1805 schloss Bayern mit Frankreich den Bogenhausener Vertrag. Primäre Folge des Vertrages war die militärische Unterstützung Bayerns für Napoleon. Bayerische Truppen unter General Wrede kämpften bei Iglau in Böhmen gegen die Österreicher, was zum gleichzeitigen französischen Sieg bei Austerlitz am 2. Dezember 1805 beitrug.
Das Kurfürstentum bestand bis 1806, als Bayern zum Königreich ausgerufen wurde. Es hatte seinen Ursprung im bayerisch-französischen Vertrag von Brünn vom 10. bis 12. Dezember 1805 und in dem am 26. Dezember 1805 beim Frieden von Pressburg zwischen den Bevollmächtigten des französischen Kaisers Napoleon Bonaparte und des römisch-deutschen und österreichischen Kaisers Franz II./I. abgeschlossenen Friedensvertrag, denn Österreich musste nun die Grafschaft Tirol und Vorarlberg an Bayern abtreten. Herzog und Kurfürst Maximilian IV. Joseph wurde als Maximilian I. Joseph am 1. Januar 1806 in München zum ersten bayerischen König proklamiert. Der bayerische Königstitel lautete ab dem 1. Januar 1806 zunächst:

„Von Gottes Gnaden König von Baiern, des Heiligen Römischen Reiches Erzpfalzgraf, Erztruchseß und Kurfürst.“

Der formelle Austritt Bayerns aus dem Reichsverband unter Verzicht auf die Kurwürde erfolgte erst im Juli 1806 mit der Rheinbundakte. Erst seither bezeichnete der bayerische König sich im Titel nicht mehr auch als Kurfürst. Im März 1806 hatte der König bereits das Herzogtum Berg im Tausch gegen das fränkische Fürstentum Ansbach an Napoleon abgegeben und somit alle rheinischen Gebiete gegen solche eingetauscht, die an Bayern angrenzend waren. Das Heilige Römische Reich erlosch kurz nach der Gründung des Rheinbunds am 6. August 1806 mit der Niederlegung der Reichskrone durch Kaiser Franz II.

## Stellung der bayerischen Kurfürsten im Reich

Pfalz-Baiern 1779 nach dem Verlust des Innviertels in Flächenfarbe und spätere Entwicklung ab 1816

Mit der pfälzischen Kurwürde war das Erztruchsessamt verbunden. Als Friedrich V. von der Pfalz 1623 die Kur verlor, fiel das Erztruchsessamt an Bayern. Im Westfälischen Frieden behielt Maximilian die Oberpfalz und die Kurwürde nebst dem kaiserlichen Truchsessamt. Für die Kurpfalz wurde eine neue, achte Kurwürde geschaffen. 1706 infolge der Ächtung des Kurfürsten von Bayern fiel das Erztruchsessamt wieder an die Kurpfalz. 1714 ging es erneut an Bayern, das das Amt bis zum Erlöschen der bayerischen Wittelsbacher (1777) ausübte, als dieses Erzamt wieder an den Pfälzischen Zweig der Wittelsbacher fiel bis zur Auflösung des Reiches 1806.
Aufgrund seiner kurfürstlichen Titel war der Kurfürst von Bayern ein Mitglied des Rates der Kurfürsten im Reichstag; er hielt auch die Würde des kaiserlichen Vikars zusammen mit dem Kurfürsten von Sachsen, die er in Zeiten der Vakanz nach dem Tode des Kaisers 1657–1658, 1740–1742, 1745, 1790 und 1792 ausübte. Im Rat der Fürsten im Reichstag vor der Personalunion von 1777 hielt er die Stimmen als Herzog von Bayern und (nach 1770) des Landgrafen von Leuchtenberg. Im Bayerischen Reichskreis war er Kreisobrist und, zusammen mit dem Erzbischof von Salzburg, ausschreibender Fürst des Kreises, der territorial durch das Kurfürstentum Bayern dominiert wurde. Der bayerische Kurfürst hielt auch kleine Gebiete im Schwäbischen Kreis (Schwabegg, Wiesensteig, Mindelheim). Die pfälzischen Wittelsbacher beherrschten ab Ende 1777 schließlich die Herzogtümer Ober- und Niederbayern, Neuburg, Jülich, Berg, Sulzbach, die Kurpfalz, die Grafschaft Veldenz und andere kleinere Gebiete.

## Liste der bayerischen Kurfürsten

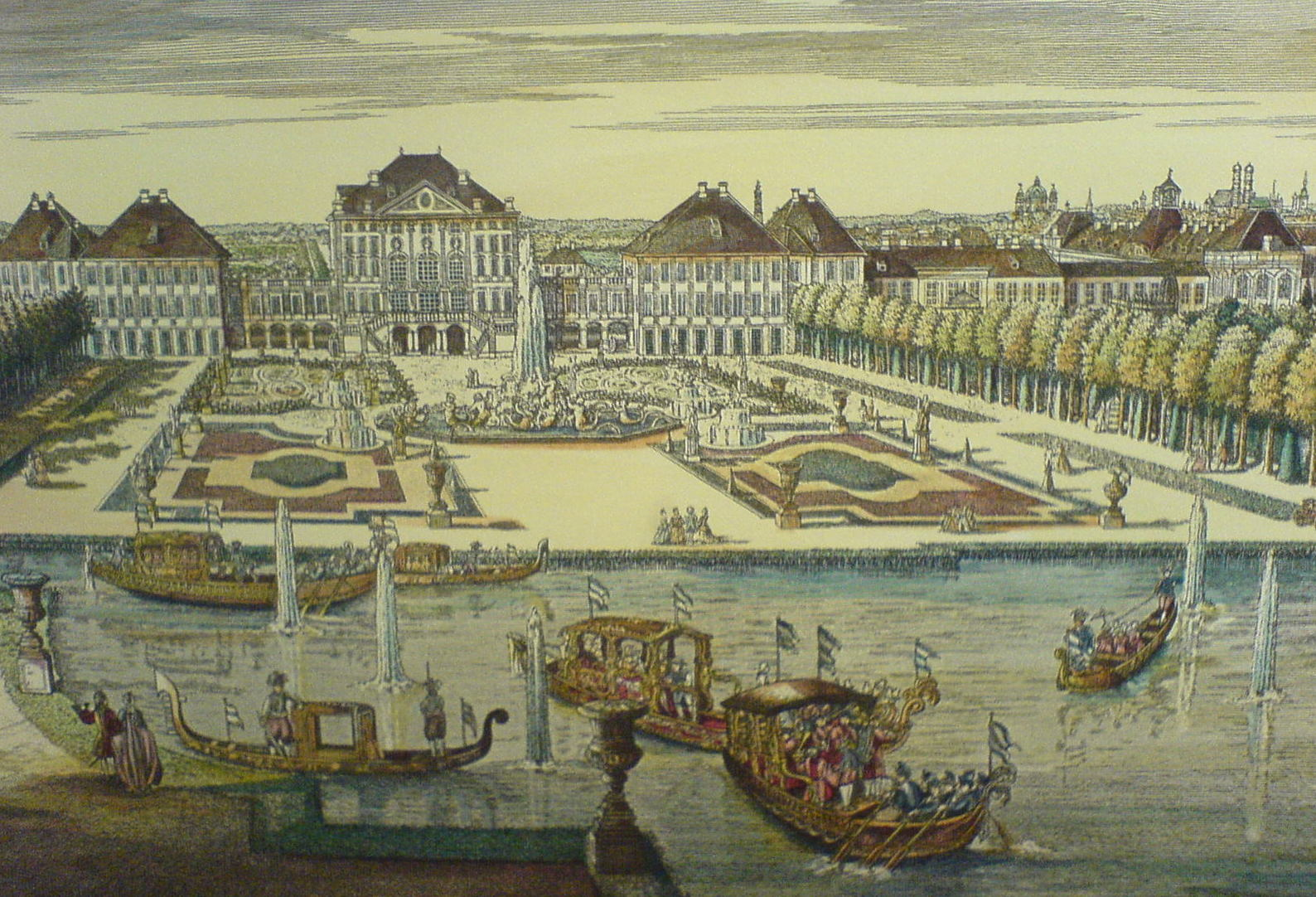
Schloss Nymphenburg (1761, Canaletto)

- Maximilian I., 1597–1651 (Herzog, ab 1623 auch Kurfürst)
- Ferdinand Maria, 1651–1679
  - Kuradministrator: Albrecht, 1651–1654
- Maximilian II. Emanuel, 1679–1726
  - Kuradministrator: Maximilian Philipp, 1679–1680
  - Kaiserliche Administration in Bayern, 1704–1714
- Karl I. Albrecht, 1726–1745 (1742–1745 als Karl VII. Kaiser des Heiligen Römischen Reiches)
- Maximilian III. Joseph, 1745–1777
- Karl II. Philipp Theodor, 1777–1799, seit 1742 als Karl IV. Philipp Theodor Kurfürst von der Pfalz, ab 1777 Kurfürst zu Pfalzbayern
- Maximilian IV. Joseph, 1799–1806, Kurfürst zu Pfalzbayern, ab 1806 als Maximilian I. Joseph König von Bayern

## Gliederung
Bereits nach der Wiedervereinigung der Teilherzogtümer Bayern-München und Bayern-Landshut und nach Erlass des Primogeniturgesetzes kam es 1507 zu Verwaltungszwecken zu einer Neugliederung des Herzogtums in die vier Rentämter Landshut, Straubing, München und Burghausen, die bis 1802 Bestand hatte. Dabei bildeten die Rentämter München und Burghausen das „Oberland“, Landshut und Straubing das „Unterland“. Später kam mit der Erwerbung großer Teile der Oberpfalz 1628 das Rentamt Amberg hinzu. Eine Sonderstellung hatte der Ingolstädter Gezirk, der den Rentämtern beinahe gleichgestellt war und der eine eigene landständische Vertretung der Städte und Märkte in dem Bereich um die Landesfestung und die Landesuniversität Ingolstadt ermöglichte.
Die territoriale Expansion des Kurfürstentums war im Vergleich zu anderen Mächten ansonsten gering. Mit dem Westfälischen Frieden fiel die Herrschaft Heidenheim 1648 wieder an Württemberg. Nachdem bereits 1616 die Herrschaft Mindelheim und 1623/28 die kurpfälzischen Gebiete der Oberpfalz gewonnen wurden, kamen 1642/1753 die Herrschaft Wiesensteig, 1700 Stadt und Herrschaft Wertingen und Herrschaft Hohenreichen sowie 1734 die Grafschaft Hohenwaldeck sowie 1740–1768 die Herrschaft Sulzbürg-Pyrbaum hinzu. 1779 ging das Innviertel (Innbaiern), das Bestandteil des Rentamts Burghausen gewesen war, an Österreich verloren.
Den Rentämtern als Mittelinstanz waren die herzoglichen Land- und Pfleggerichte sowie landständische Märkte und Städte mit eigener Gerichtsbarkeit untergeordnet.  Die Land- und Pfleggerichte waren wiederum meist in Schergenämter aufgeteilt. Als Verwaltungseinheit der untersten Ebene bestanden im Kurfürstentum im ländlichen Raum die Obmannschaften.
Daneben bestanden zahlreiche adelige und geistliche Hofmarken, die im Regelfall über das Recht der niederen Gerichtsbarkeit verfügten. Einzelne adelige Herrschaften verfügten auch über die Blutgerichtsbarkeit.